# Syndicat mixte d'étude du pays Sud-Vendée
Le syndicat mixte d'étude du pays Sud-Vendée, était un syndicat mixte situé dans le département de la Vendée, dans la région des Pays de la Loire.

## Structure
Il regroupait sept établissements publics de coopération intercommunale (EPCI) à fiscalité propre :
1. le Pays-de-la-Châtaigneraie (19 communes, 15588 habitants, 316,59 km2) ;
2. le Pays-de-Fontenay-le-Comte (20 communes, 30485 habitants, 333,70 km2) ;
3. le Pays-de-l’Hermenault (8 communes, 4867 habitants, 129,76 km2) ;
4. les Isles-du-Marais-Poitevin (10 communes, 11257 habitants, 243,88 km2) ;
5. le Pays-Né-de-la-Mer (11 communes, 22500 habitants, 283,77 km2) ;
6. le Pays-de-Sainte-Hermine (12 communes, 11160 habitants, 227,60 km2) ;
7. Vendée-Sèvre-Autise (16 communes, 16178 habitants, 299,33 km2).

## Historique
Le syndicat mixte d’étude du pays Sud-Vendée est créé par l’arrêté préfectoral no 00/SPF/188 portant autorisation de création du syndicat mixte d’étude du pays Sud-Vendée du 2 novembre 2000, regroupant les districts du Pays-de-la-Châtaigneraie et du Pays-de-Fontenay-le-Comte, les communautés de communes des Isles-du-Marais-Poitevin, du Pays-de-l’Hermenault, du Pays-Né-de-la-Mer, du Pays-de-Sainte-Hermine, Vendée-Sèvre-Autise, ainsi que les communes de L’Aiguillon-sur-Mer, Chasnais, Luçon, Mouzeuil-Saint-Martin, Nalliers et Petosse.
Il est dissout le 29 décembre 2006.